# Tilted Productions
Tilted Productions ist ein US-amerikanisches Filmproduktionsunternehmen.

## Geschichte
Tilted Productions wurde Mitte der 2000er Jahre in Los Angeles, Kalifornien von Jenji Kohan gegründet, wo sie ihren Sitz hat. Ihre erste Produktion war die Erfolgsserie Weeds – Kleine Deals unter Nachbarn. Ab 2013 produzierte Tilted Productions dann die Gefängnisserie Orange Is the New Black. Seit 2017 wirkt die Firma auch an der Serie GLOW mit.

## Filmografie
- 2005–2012: Weeds – Kleine Deals unter Nachbarn (Weeds)
- 2013–2019: Orange Is the New Black
- 2017–2019: GLOW
- 2020: Teenage Bounty Hunters